# Fritz Bengtson

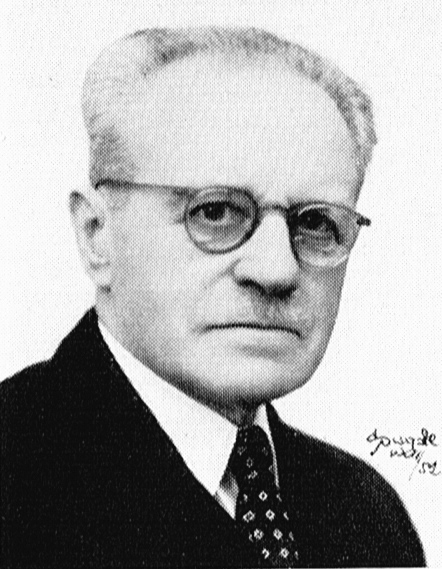
Fritz_Bengtson

Fritz Bengtson, född 6 februari 1882 i Annerstad, död  1966 i Örebro, var en svensk byggmästare och arkitekt.

## Biografi
Mellan 1899 och 1906 var anställd han på snickerifabriker och på byggen i Ljungby, Jönköping och Stockholm. Han genomgick fleråriga kurser i teknisk aftonskola 1901-1905 och arbetade därefter på diverse ritkontor 1906-1909. Han etablerade sig som byggmästare Örebro kring 1910 med egen verksamhet året därpå. Under 21 år var han ordförande i Örebro Byggmästareförening.
Fritz Bengtson byggde ett flertal hus på i Örebro, framförallt på öster, minst 50 hus, och var oerhört produktiv framförallt i mellankrigstiden, både som byggmästare och arkitekt. Han uppförde och ändrade ett flertal gudstjänstlokaler och kyrkor, såsom Vasakyrkans interiör, missionshusen i Hjärsta och Almby och soldathemmet i Örebro.

## Byggnadsverk, urval
- Nygatan 64, 66 (här hade han sitt ritkontor), 68, 70, byggda 1927-29
- Oskarsparken 11, byggt 1935
- Oskarsparken 15, 17, 19, 21, byggda 1929-35
- Oskarsvägen 6, 9A & 9B, 11A & 11B, 12, 13A & 13B, 15, 6A & 16B, 17A & 17B, 18A-18B, 23, byggda 1922-29
- S:a Birgittagatan 9A-9B, 10, 11A-11B, 12, 13A-13B, 14, 15A-15B, 16, 17A-17B, 18 byggda 1925-28

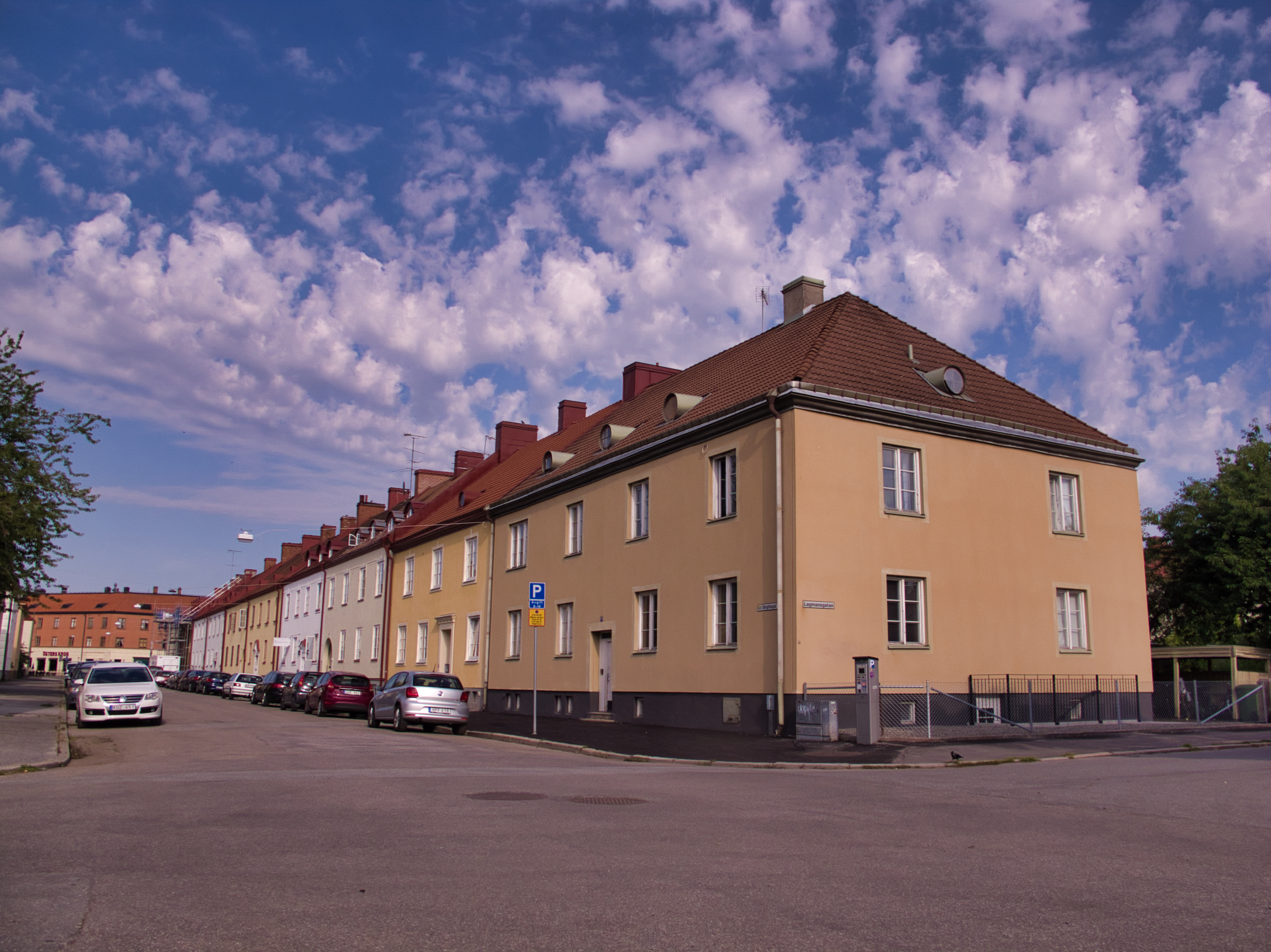
Sancta Birgittagatan från Lagmansgatan och västerut

- Kristinagatan 10-12, byggt 1910-11
- Kristinagatan 14A & 14B, 18, 27, byggt 1926-29
- Manillagatan 21A-21B / Nygatan 49, byggt 1930

- Mogatan 20-22, byggt 1929
- Lagmansgatan 9A & 9B, 11, byggt 1926-27

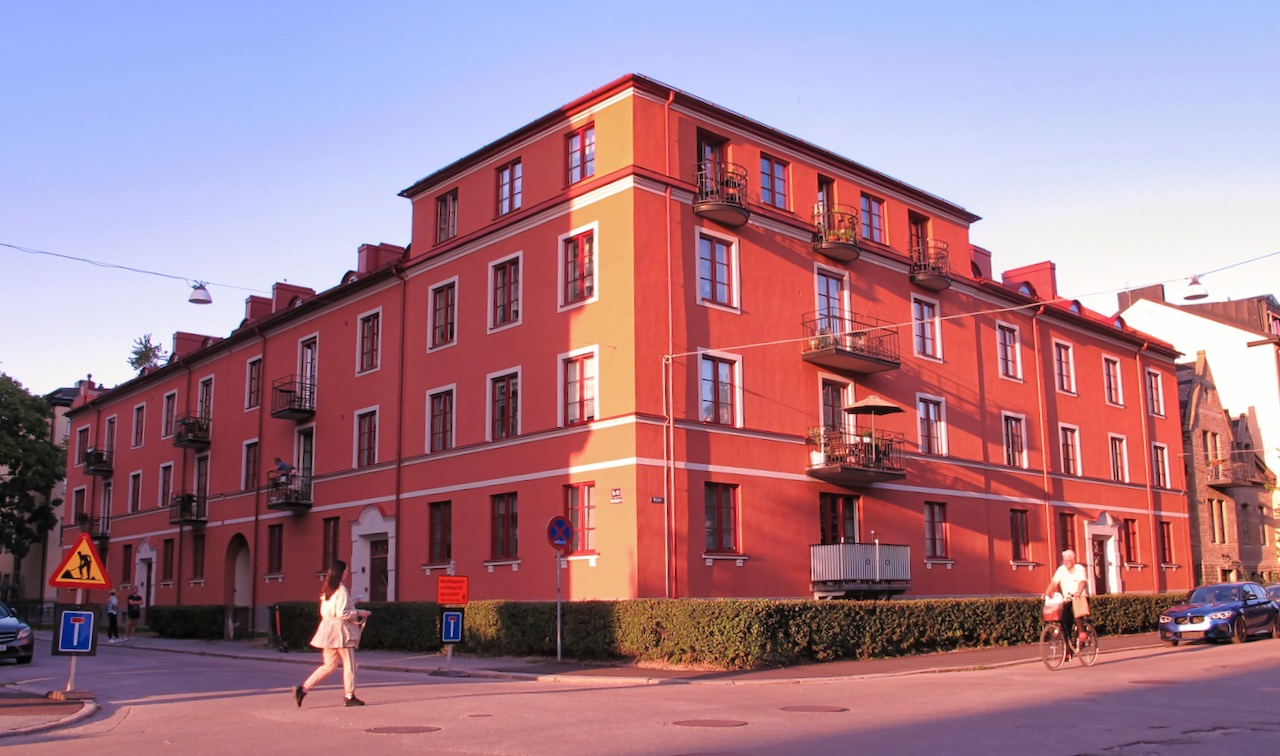
Fritz Bengtson arkitekt, huset byggt 1930

- Rådmansgatan 14 / Nygatan 69A & 69B, byggt 1937
- Slussgatan 22, 24A & 24B, byggda 1927-29
- Skyttegatan 6, byggt 1923
- Skyttegatan 8, byggt 1928
- Sturegatan 24, byggt 1912
- Sturegatan 32, 34, 36, 38,byggda 1924-1928
- Sveaparken 6A-6B byggt 1930
- Sveaparken 34, byggt 1926

Centralt byggda hus:
- Kungsgatan 12, byggt 1928
- Kungsgatan 52, byggt 1930
- Köpmangatan 37-39, byggt 1929